# Clefs (Maine e Loira)
Clefs è un comune delegato del comune francese di Clefs-Val d'Anjou, situato nel dipartimento del Maine e Loira nella regione dei Paesi della Loira. Fino al 2012 ha costituito un comune autonomo.

## Società

### Evoluzione demografica
Abitanti censiti